# Otmar Hasler
Otmar Hasler (Vaduz, Liechtenstein 1953) és l'exPrimer Ministre de Liechtenstein i líder del Partit Burgès Progressista.
Va prendre possessió del càrrec el 5 d'abril de 2001, succeint a Mario Frick. Va deixar el càrrec el 25 de març de 2009 després de la victòria amb majoria absoluta de la Unió Patriòtica a les eleccions del 8 de febrer de 2009.